# Aéroport de Bohol–Panglao
L'aéroport international Bohol–Panglao (Paliparang Pandaigdig ng Bohol–Panglao, Tugpahanang Pangkalibotanon sa Bohol–Panglao), également connu en tant que Nouvel aéroport international de Bohol ((code IATA : TAG • code OACI : RPSP), est un nouvel aéroport sur l'île de Panglao , dans la province de Bohol, aux Philippines. Il a remplacé l'aéroport de Tagbilaran. 
L'aéroport sert de passerelle pour l'île de Panglao et le reste de la partie continentale de Bohol. Il est également à moins d'une heure de vol de Mactan-Cebu, qui est une passerelle vers le centre des Philippines pour les touristes internationaux.
L'aéroport a été inauguré le 27 novembre 2018 et est officiellement ouvert pour les vols commerciaux le 28 novembre, 12 heures après la fermeture de Tagbilaran.

## Situation
| \| 100 km1:11 581 000 \| Sicogon Bacolod Bancasi Basco Busuanga-Coron Calbayog Camiguin Catarman Caticlan Clark Cotabato Cuyo Davao Dipolog General · Santos Iloilo Jolo Kalibo Cagayan de Oro Laoag Legazpi Mactan-Cebu Manille Marinduque Masbate Naga Ormoc Pagadian Puerto · Princesa Roxas Tacloban Sanga · Sanga Sayak Sibulan Subic Bay Surigao San José Bohol Tandag Tugdan Tuguegarao Virac Zamboanga |
| 100 km1:11 581 000 |

## Compagnies aériennes et destinations
| Compagnies                                | Destinations                                             |
| ----------------------------------------- | -------------------------------------------------------- |
| Air Juan                                  | Malay P. Ramos (en), Mactan-Cebu, Maasin (en)            |
| AirSWIFT                                  | El Nido (en)                                             |
| Cebu Pacific                              | Clark, Manille-N. Aquino                                 |
| Cebu Pacific opéré par Cebgo              | Cagayan de Oro-Laguindingan, Davao City-Francisco Bangoy |
| Philippine Airlines opéré par PAL Express | Clark, Davao City-Francisco Bangoy, Manille-N. Aquino    |
| Philippines AirAsia                       | Manille-N. Aquino                                        |
| Royhle Air Way Charter                    | Charter : Dumaguete (en)                                 |

Édité le 30/12/2018